# Hieronymus Hünerwadel

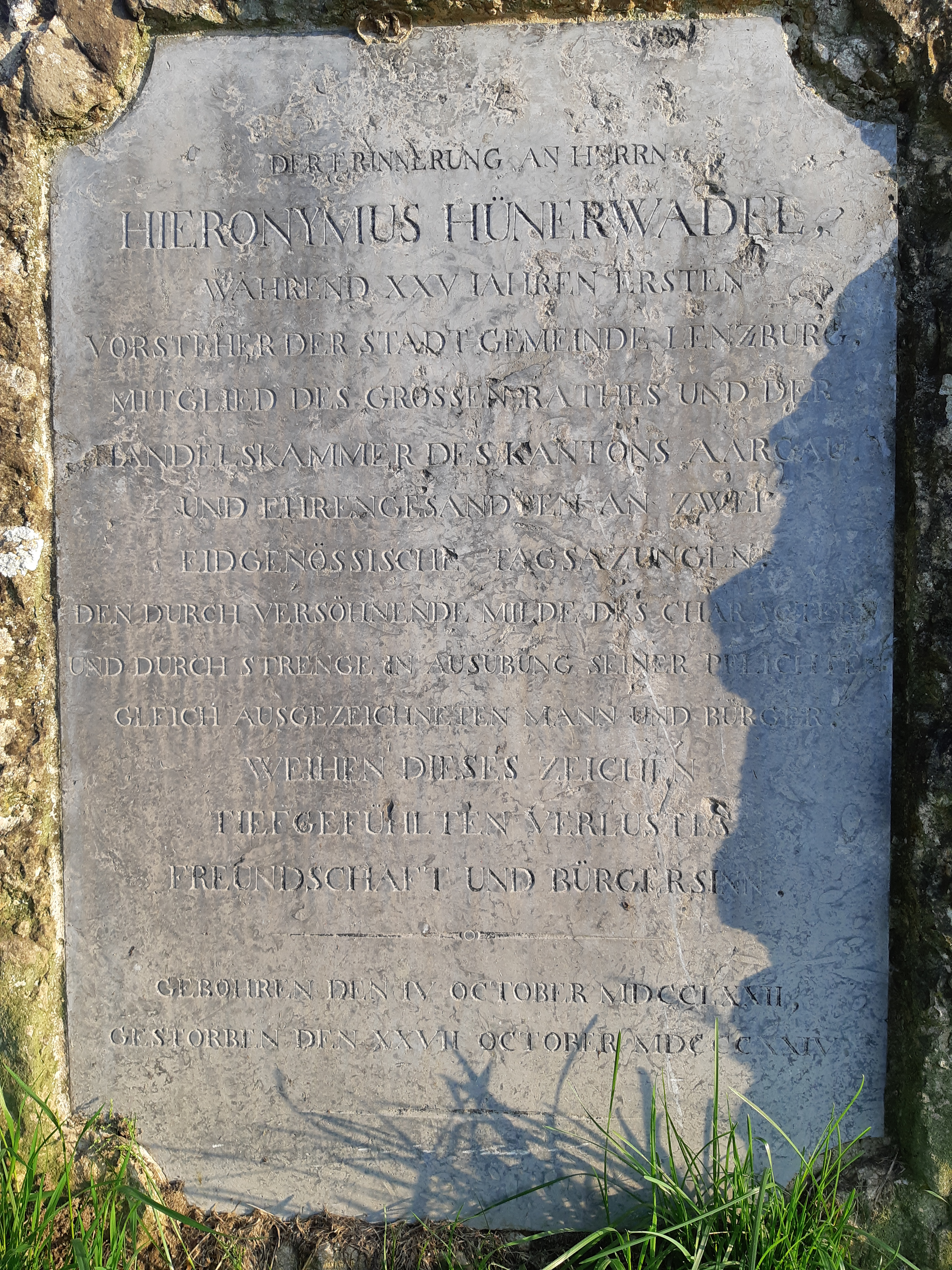
Gedenkstein am Schlossberg

Hieronymus Hünerwadel (auch Hieronimus, * 4. Oktober 1772 in Lenzburg; † 27. Oktober 1824 ebenda) war Kaufmann und Schultheiss zur Zeit der Helvetischen Republik.
Von 1803 bis zu seinem Tod war er Stadtammann (Stadtpräsident) in seiner Heimatstadt Lenzburg. 1821 diente er als Honorargesandter für die Zürcher Tagsatzung. Er war Mitglied der Handelskammer des Kantons Aargau.

## Leben
Hünerwadel entstammte einer gutbürgerlichen Familie in Lenzburg. Sein Vater Gottlieb Hünerwadel war ein Offizier, Politiker und Industrieller, der als Regierungsrat in höchste kantonale Würden gelangte. Hieronymus heiratete am 21. Oktober 1797 Katharina Tobler (1777–1850), mit der er neun Kinder hatte; von diesen erreichten sieben das Erwachsenenalter.
Hieronymus überlebte seinen Vater nur um vier Jahre, konnte aber eine ähnliche Karriere vollziehen. Auch er war zunächst als Hilfsmajor – nach anderen Quellen Hauptmann – 1798 beim Unteraargauer Dragonerregiment in militärischen Diensten, wandte sich dann aber ebenfalls der Politik zu. Ab 1809 engagierte er sich für seine Heimatstadt in Sachen Schulpolitik. Zusammen mit dem etwa gleichaltrigen Musikpädagogen Michael Traugott Pfeiffer, den er wahrscheinlich 1803 über Johann Heinrich Pestalozzi kennengelernt hatte, initiierte er ab 1809 eine höhere Bildungseinrichtung zur Lehrerfortbildung.
1805 gestaltete Heinrich Keller in Lenzburg eine Büste Hünerwadels. Die Stadt Lenzburg stellte ihm zu Ehren einen Gedenkstein unterhalb des Schlosses auf. Darauf heisst es

„Den durch versöhnende Milde des Charakters und durch Strenge in Ausübung seiner Pflichten gleich ausgezeichneten Mann und Bürger. Weihen dieses Zeichen tiefgefühlten Verlustes. Freundschaft und Bürgersinn.“